# Viburnum subpubescens
Viburnum subpubescens är en desmeknoppsväxtart som beskrevs av Cyrus Longworth Lundell. Viburnum subpubescens ingår i släktet olvonsläktet, och familjen desmeknoppsväxter. Inga underarter finns listade i Catalogue of Life.